# 味噌かんぷら
味噌かんぷら（みそかんぷら）は、福島県の郷土料理。

## 概要
500円玉くらいの小さいかんぷら（ジャガイモ）を、皮付きのまま多めの油で炒めて火を通し、味噌と砂糖を加えてから味が染みるまで煮詰めたもの。
食糧難で、ジャガイモが米の代わりに主食として食べられていた頃に生まれたとされる。ジャガイモを収穫する際に出る、売り物にならない未成熟の小さい芋を集めて料理し、甘じょっぱく味付けしたものがおやつなどとして人気となった。
現在では農家が小さい芋が取れた時、味噌かんぷらを作るために取っておくこともあるほか、味噌かんぷらを使ったアレンジメニューがローカル番組で紹介されるなど、福島県内では馴染みのある料理となっている。
なお「かんぷら」は福島県の方言でジャガイモのことを指し、オランダ語でジャガイモを意味するaardappel（アーダアップル）から、「あっぷら」、「かんぷら」へと変化したという説が有力とされている。

## 発祥
発祥は福島県古殿町。
太平洋戦争時に日本海軍の烹炊兵であった鈴木勝美が考案したとの説がある。従軍中に考案し兵士に食事として提供。復員後に地元の古殿町で家族や友人に振る舞ったことで少しずつ広まったとされる。